# 박태식
박태식(朴泰植, 1957년~)은 대한성공회 사제이자, 신약 성서학자이다. 성공회 신명은 사도 요한이다. 서강대학교 영어영문학과와 동대학원 종교학과를 졸업했으며, 독일 괴팅겐 대학교에서 신학박사학위를 받았다.
2007년 사제서품을 받았으며, 현재 지적장애인 생활공동체 함께 사는 세상운영과 대학교에서의 성서학 강의(서강대학교와 가톨릭대학교)를 하고 있다. 저서로는 《타르수스의 바오로》(바오로딸), 《복음서와 시간》(생활성서), 《왜 예수님이어야 하는가》(생활성서),《데미트리우스》(생활성서) 등이 있다.

## 같이 보기
- 대한성공회
- 사회선교
- 한국의 신학자 목록